# Heiligdom van Santa María Magdalena
Het heiligdom van Santa María Magdalena is een religieus gebouw in Novelda (Alicante), Comunidad Valenciana, Spanje. Het gebouw is een zeer uniek en buitengewoon werk binnen het Valenciaanse modernisme.

## Historie
Het kerkgebouw werd ontworpen door ingenieur José Sala Sala, een voormalige leerling van de Spaanse architect Antonio Gaudí. Het gebouw is gebouwd in de Catalaanse, modernistische stijl met invloeden van Antoni Gaudí's Sagrada Família in Barcelona (Spanje). De bouw werd vervolgens uitgevoerd door de bouwmeesters Ceferí Escolano en Antoni Amorós.
De kerk is gelegen op een rotsplateau naast de ruïnes van het oude kasteel 'La Mola' van Novelda. De kerk heeft een potvorm, die een kruik symboliseert, opgebouwd uit bruinstenen muren met ongelijk ronde natuurstenen uit de omgeving. De ramen zijn afgezet met bruine bakstenen.
De bouw van de kerk begon in 1918 en werd in drie fasen uitgevoerd. In 1946 was de bouw voltooid. De bouw werd gefinancierd door vele grote donaties van Spaanse edelen, acteurs, zakenlieden en bedrijven. Zowel de lokale, als de landelijke overheid heeft niet mee betaald aan de bouw.
De hoofdgevel heeft twee zijtorens van 25 meter hoog. Van hoogte culminerend door een stenen kruis, dat ook op de koepel en op de bovenste bogen van de gevel staat. De decoratieve motieven binnen en buiten de kerk hebben antecedenten van de middeleeuwse, barokke en natuurlijke bouwstijl. Deze invloeden brachten de auteur ertoe kiezelstenen te combineren met de rivier de Vinalopó, polychrome tegels, roodachtige stenen, metselwerk, enz., die overal in het gebouw worden weerspiegeld.
Het interieur van het heiligdom bestaat uit een rechthoekig middenschip met twee aangrenzende zijruimten; aan de achterzijde bevindt zich de kamer van Santa María Magdalena, de patroonheilige van Novelda, en achter het altaar hangt een schilderij dat is toegeschreven aan Gastón Castelló. Sinds het einde van de twintigste eeuw is de oprichting van een geheel van marmer gebouwd lichaam, het werk van de kunstenaar Iván Larrea.
De kerk is de plek waar veel paren kiezen om te trouwen en hun kinderen te dopen. Het is een plaats met veel geschiedenis voor de bewoners van de streek, aangezien hier ook de selectie van druiven wordt gevierd die Maria Magdalena in de optocht op 22 Juli, de dag van de patroonheilige zal begeleiden.

## Orgel

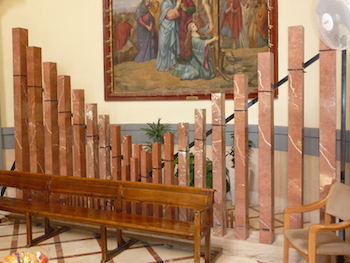
Het marmeren orgel van de Santuario de Santa María Magdalena

Het orgel van de kerk is uniek doordat het, het enige orgel ter wereld is dat compleet gemaakt is uit marmer, inclusief de orgelpijpen. Het orgel is 11 meter hoog en 6 meter breed met een totaalgewicht van 40 ton. Vanwege het gewicht staat het orgel grotendeels op de grond, naast de preekstoel. Ook boven de ingang van de kerk hangen enkele pijpen tussen grote, witte ovaalvormige schalen die ook onderdeel uitmaken van het totaal.
Het orgel bestaat uit bruin-wit geaderde, marmeren pijpen. De lucht wordt onder in de holle orgelpijpen geblazen en komen via een gehakte gleuf er uit waardoor de klanken ontstaan. Het bedient zichzelf compleet elektrisch en wordt niet bespeeld door een organist. Sedert 2017 is het orgel in restauratie.